# Вајкинг (Минесота)
Вајкинг (енгл. Viking) град је у америчкој савезној држави Минесота.

## Демографија
По попису из 2010. године број становника је 104, што је 12 (13,0%) становника више него 2000. године.
| Група             | 2000.      | 2010.      |
| Белци             | 91 (98,9%) | 98 (94,2%) |
| Афроамериканци    | 0 (0,0%)   | 0 (0,0%)   |
| Азијати           | 0 (0,0%)   | 0 (0,0%)   |
| Хиспаноамериканци | 1 (1,1%)   | 2 (1,9%)   |
| Укупно            | 92         | 104        |